# Trova Boni
Trova Boni, né le 21 décembre 1999 au Burkina Faso, est un footballeur international burkinabé jouant au poste de milieu défensif au B-SAD de Lisbonne.

## Biographie

### En club
En décembre 2017, il signe son premier contrat professionnel avec le KV Malines, d'une durée courant jusque mi-2021.
Le 28 août 2023, Trova Boni est prêté par le B-SAD au San Antonio FC jusqu'au terme de la saison 2023 de USL Championship.

### En équipe nationale
Le 27 mai 2018, il fait ses débuts avec le Burkina Faso, en remplaçant Issoufou Dayo à la 35e minute de jeu lors d'un match amical contre le Cameroun (victoire 0-1).

## Statistiques

### En club
| Saison                | Club                  | Championnat           | Championnat | Championnat | Coupe(s) nationale(s) | Coupe(s) nationale(s) | Compétition(s) continentale(s) | Compétition(s) continentale(s) | Compétition(s) continentale(s) | Total | Total |
| Saison                | Club                  | Division              | M.          | B.          | M.                    | B.                    | Comp.                          | M.                             | B.                             | M.    | B.    |
| 2017-2018             | KV Malines            | Division 1A           | 0           | 0           | 0                     | 0                     | -                              | 0                              | 0                              | 0     | 0     |
| Sous-total            | Sous-total            | Sous-total            | 0           | 0           | 0                     | 0                     | -                              | 0                              | 0                              | 0     | 0     |
| Total sur la carrière | Total sur la carrière | Total sur la carrière | 0           | 0           | 0                     | 0                     | -                              | 0                              | 0                              | 0     | 0     |